# Råtjärnarna, Jämtland
Råtjärnarna är en sjö i Åre kommun i Jämtland och ingår i Indalsälvens huvudavrinningsområde. Sjöns area är 0,023 kvadratkilometer och den befinner sig 686 meter över havet.